# Susret hrvatske katoličke mladeži
Susret hrvatske katoličke mladeži (skr. SHKM) je dvogodišnji jednodnevni ili dvodnevni susret mladih hrvatskih katolika koji se održava u jednome od hrvatskih gradova. Prvi Susret održan je u Splitu 1996. i dosad ih je održano dvanaest. 
Susreti okupljaju od 5000 do 35 000 mladih. Ubraja se među najveća redovita okupljanja mladih katolika u Hrvatskoj.
Splitsko-makarska nadbiskupija je 1996. godine organizirala prvi susret mladih iz Hrvatske i Bosne i Hercegovine na splitskom Poljudu. Na susretu se okupilo oko 50 000 mladih pod geslom „S Kristom u treće tisućljeće”. Tijekom 1999. godine održano je više tribina pod naslovom „Mladi i kultura mira”. Od tada, službeno započinju Susreti hrvatske katoličke mladeži. U Hrvatskoj se susret održava od 1996., dok se susret u BiH održao 2007. i 2009. godine.

## Susreti
Susreti hrvatske katoličke mladeži
| godina | nadnevak          | mjesto    | (nad)biskupija         | geslo                                         | odaziv   |
| ------ | ----------------- | --------- | ---------------------- | --------------------------------------------- | -------- |
| 1996.  | 10. lipnja        | Split     | splitsko-makarska      | S Kristom u treće tisućljeće                  | 50000    |
| 2000.  | 29. travnja       | Rijeka    | riječka                | I Riječ je tijelom postala (Iv 1,14)          | 5000     |
| 2002.  | 13. i 14. travnja | Osijek    | đakovačka i srijemska  | Sačuvaj nas u svom imenu! (Iv 17,11)          | 15000    |
| 2004.  | 24. i 25. travnja | Šibenik   | šibenska               | Zaveslaj na pučinu                            | 20000    |
| 2006.  | 29. travnja       | Pula      | porečko-pulska         | Učitelj je ovdje i zove te! (Iv 11,28)        | 18000    |
| 2008.  | 26. i 27. travnja | Varaždin  | varaždinska            | Bijahu postojani… (Dj 2,42)                   | 22000    |
| 2010.  | 8. i 9. svibnja   | Zadar     | zadarska               | Da vaša radost bude potpuna (Iv 15,11)        | 30000    |
| 2012.  | 5. i 6. svibnja   | Sisak     | sisačka                | U svjetlosti hodimo (1 Iv 1,7)                | 30000    |
| 2014.  | 26. i 27. travnja | Dubrovnik | dubrovačka             | Na slobodu pozvani (Gal 5,13)                 | 35000    |
| 2017.  | 29. i 30. travnja | Vukovar   | đakovačko-osječka      | Krist, nada naša (usp. 1 Tim 1, 1)            | 30000    |
| 2020.  | odgođen           | Zagreb    | zagrebačka             | Što god vam rekne, učinite! (Iv 2, 5)         | odgođen  |
| 2022.  | 17. rujna         | Bjelovar  | bjelovarsko-križevačka | Gore srca                                     | 7000     |
| 2024.  | 4. svibnja        | Gospić    | gospićko-senjska       | Raduj se za svoje mladosti! (usp. Prop 11, 9) | 10000    |
| 2026.  | 2. i 3. svibnja   | Požega    | požeška                | Ja sam trs, vi loze (Iv 15,5)                 | u najavi |

Susreti povezani sa SHKM-om
| godina | nadnevak          | mjesto              | geslo                                                               |
| ------ | ----------------- | ------------------- | ------------------------------------------------------------------- |
| 2007.  | 26. i 27. svibnja | Komušina - Kondžilo | Kao što sam ja ljubio vas, tako i vi ljubite jedni druge (Iv 13,34) |
| 2009.  | 9. i 10. svibnja  | Livno               | Korake nam upravljaj putevima mira i dobra                          |
| 2011.  | 4. lipnja         | Zagreb              | Zajedno u Kristu, susret mladih povodom posjeta pape Benedikta XVI. |

## Zadar, 2010.
Na šestome susretu 8. i 9. svibnja 2010. okupilo se 30 000 sudionika. Misno slavlje na Višnjiku 8. svibnja predvodio je zadarski nadbiskup Želimir Puljić, u suslavlju s dvadeset hrvatskih biskupa i nadbiskupa, apostolskoga nuncija Marija Roberta Cassarija i oko četiristo svećenika. Održan je i godišnji susret sjemeništaraca iz Zagreba, Splita, Sinja i Zadra. Osim iz Hrvatske, na susretu su sudjelovali i mladi iz Bosne i Hercegovine, Srijema, Subotice, Zrenjanina, Kotora, Bara te posredstvom Hrvatskoga svjetskog kongresa iz Europe i  Argentine. U pripremi i tijekom održavanja susreta sudjelovalo je 1500 volontera.

## Sisak, 2012.
Prijave su bile otvorene za mlade od 16 do 29 godina života, dok su oni izvan tih dobnih granica mogli sudjelovati uz preporuku župnika i u dogovoru s Povjerenstvom za pastoral mladih matične (nad)biskupije. Prijave su odvijale preko župnih ureda i Ured za pastoral mladih u biskupijama.
U subotu, 5. svibnja, tijekom jutra i popodneva bio je organiziran kulturno-umjetnički program (nastupi KUD-ova i pjevačkih skupina), izložbe u Državnom arhivu u Sisku, Narodnoj knjižnici i čitaonici „Vlado Gotovac”, Gradskoj galeriji Striegl, Matici hrvatskoj, kući Welenreitter, Gradskom muzeju Sisak, Domu kulture i galeriji „Quirinus” i inima. Iza podneva, sudionici su se okupili oko katedrale Uzvišenja sv. Križa i, predvođeni svojim biskupima i svećenicima, u procesiji hodili kroz sisačke ulice od Trga bana Jelačića do mjesta središnjega misnog slavlja na otvorenom uz crkvu sv. Kvirina, mučenika i zaštitnika Sisačke biskupije. Od 15 sati do sv. mise u 18 sati, Biskupiji zbor mladih i mladi Sisačke biskupije predvodili su glazbeno-scenski i duhovni program: sjemeništarci, bogoslovi, studenti Hrvatskoga katoličkog sveučilišta i članovi Hrvatske unije viših redovničkih poglavarica održali su predstave o životima katoličkih laika Marije Grgić, Marice Stanković, Anice Ercegović, Petra Žagmeštra, Ivana Bonifacija Pavletića i Antuna Grahovara.
Misno slavlje predvodio je kardinal Josip Bozanić u suslavlju s hrvatskim biskupima, otpravnikom poslova Apostolske nuncijature u Hrvatskoj msgr. Maurom Lallijem, vojnim ordinarijem u BiH Tomom Vukšićem, kotorskim biskupom Ilijom Janjićem, srijemskim biskupom Đurom Gašparovićem i pomoćnim biskupom banjolučkim Markom Semrenom, a propovijedao je zagrebački pomoćni biskup Mijo Gorski. Pjevanje je predvodio Biskupijski zbor mladih, pod ravnanjem prof. Jelene Blašković. Evanđelje je, osim na hrvatskom, čitano i na starohrvatskom jeziku. Novčani prinosi vjernika darovani su Zakladi Sisačke biskupije „Brat Bonifacije Ivan Pavletić" koja stipendira studente s područja Sisačke biskupije. Predsjednik HBK, msgr. Marin Srakić, najavio je na svršetku misnog slavlja domaćina idućeg susreta. U Sisku je ujedno započela tradicija prenošenja drvenog križa, simbola nacionalnog susreta hrvatske katoličke mladeži, koji su domaćini predali mladima Dubrovačke biskupije, sljedećim domaćinima Susreta 2014. U nedjelju 6. svibnja, drugoga dana SHKM-a, svete mise slavljene su u sve 63 župe na području Sisačke biskupije, a predslavili su ih sisački biskup Vlado Košić u crkvi sv. Kvirina u Sisku (uz prijenos na HRT-u), zadarski nadbiskup Želimir Puljić u katedrali Uzvišenja sv. Križa (uz prijenos na HKR-u), varaždinski biskup Josip Mrzljak u crkvi sv. Marije Kraljice mira u Sisku, šibenski biskup Ante Ivas u crkvi sv. Josipa radnika u Sisku, dubrovački biskup Mate Uzinić na Gradskom stadionu u Petrinji, pomoćni banjolučki biskup Marko Semren u crkvi sv. Ivana Nepomuka u Glini, bjelovarsko-križevački biskup Vjekoslav Huzjak u crkvi bl. Alojzija Stepinca u Kutinskoj Slatini, kotorski biskup Ilija Janjić u crkvi sv. Petra u Ivanić-Gradu te križevački vladika Nikola Kekić u crkvi Uznesenja BDM u Kloštar Ivaniću.
Himna susreta bila je U svjetlosti hodimo, za koje je stihove napisala Ana Čerina, a glazbu Karlo Ivančić.

## Dubrovnik, 2014.
U tjednu uoči susreta, u Dubrovniku je održavan festival Susreta hrvatske katoličke mladeži, s kulturnim i umjetničkim programom te Danom otvorenih vrata dubrovačkih crkava, crkvica i kapelica „U crkve pozvani”, u sklopu kojih i osamnaest unutar dubrovačkih gradski zidina.
Deveti susret održan je u Dubrovniku 26. i 27. travnja 2014., kada se okupilo oko 35 000 mladih iz Hrvatske, BiH, Srbije, Crne Gore, Mađarske i Austrije. Prvog je dana, unatoč kišnom vremenu, održan duhovno-glazbeni, dramski i molitveni program (euharistijska klanjanja) u staroj gradskoj jezgri, a mladim hodočasnicima omogućen je slobodan ulaz u gradske muzeje i crkve. Uz koncerte alternativne i popularne kršćanske duhovne glazbe, održani su i igrokazi, predstave i dramske radionice. Nakon toga krenula je procesija iz stare jezgre u luku Gruž gdje je u 17 sati slavljena sveta misa, prenošena i na Hrvatskoj radioteleviziji. Misu je predvodio dubrovački biskup Mate Uzinić, u koncelebraciji s apostolskim nuncijem Alesandrom D'Erricom i hrvatskim biskupima.
Idućeg su dana diljem dubrovačkog kraja, od Grude do Stona, služene mise za mlade prigodom kanonizacije papa Ivana XXIII. i Ivana Pavla II.
Himna susreta bila je Na slobodu pozvani, za koju je stihove napisala Josipa Dević, glazbu Ivana Husar Mlinac i Marija Husar Rimac i aranžman Saša Miočić.

## Vukovar, 2017.
Deseti susret iznimno je održan tri godine nakon zadnjega susreta zbog Svjetskoga susreta mladih u Krakówu 2016. godine.
Susret se održao u subotu i nedjelju 29. i 30. travnja 2017. godine. Jedna od posebnosti ovoga susreta jest činjenica da su za razliku od dotadašnje prakse prvi dan mladi proveli po župama nadbiskupije domaćina, a nedjelja je bila predviđena za središnje misno slavlje SHKM-a u Vukovaru.
Sudionici su 29. travnja bili u župama diljem Đakovačko-osječke nadbiskupije, a u nedjelju (30. travnja) u Vukovaru.
Susret je pohodilo više od 30 000 mladih iz Hrvatske i Bosne i Hercegovine, oko 30 biskupa,  zatim provincijali redovničkih provincija u Hrvatskoj kao i više od 300 svećenika, koji su došli u Vukovar zajedno s mladima iz svojih župnih zajednica, i pjevalo je oko 240 pjevača praćenih tamburaškim i gudačkim orkestrom te vokalno-instrumentalnim sastavom. HINA je tijekom dva dana slabo popratila dolazak tolikog broja mladeži.
Na završnom koncertu nastupili su Alan Hržica, Ivana Husar Mlinac, Marija Husar Rimac, Božja pobjeda i Opća opasnost. Na susretu su sudjelovali i mladi iz Slovenije. Najveći broj mladih, oko 6200, sudjelovalo je iz Zagrebačke nadbiskupije.
Susreti je imao svoj kanal na YouTubeu.
Himna susreta je Krist naša nada.
Za prigodu ovih Susreta snimljen je kratkometražni dokumentarni film Put spasa - kukuruzni put.

## Zagreb, 2020.
Susret hrvatske katoličke mladeži u Zagrebu bio je predviđen 9. i 10. svibnja 2020. godine. Prijave su bile otvorene od 15. siječnja do 15. ožujka 2020. za osobe od osmoga razreda osnovne škole do trideset godina starosti. Na prijave za susret pozivali su Zlatko Dalić, Marino Marić i Lino Červar. Odlukom Hrvatske biskupske konferencije krajem ožujka 2020., susret je odgođen.
Prema izvornomu programu, u subotu 9. svibnja trebale su održavati kateheze u petnaestak župa Zagrebačke nadbiskupije, a u nedjelju 10. svibnja sveta misa na Trgu bana Jelačića.
Logotip i geslo susreta objavljeni su početkom listopada 2019. godine. Kao geslo izabrane su Marijine riječi, redak iz Evanđelja po Ivanu o svadbi u Kani Galilejskoj (Iv 2,5): „Što god vam rekne, učinite!“ Logo prikazuje Blaženu Djevicu Mariju s Djetetom Isusom u naručju, čiji obrisi čine srce, simbol ljubavi, ali i aluzija na licitarsko srce, a kap i vatra u sredini loga simboli su Duha Svetoga (1 Kor 12, 13 i Dj 2, 1-4). Dio loga odvojen od Marije i Isusa predstavlja Crkvu, vjernike i mladost, dok je prostor između njih svijet u kojemu su vjernici pozvani biti, ali ne i biti od njega (1 Iv 4, 4-6). Krist je u središtu, temelj, a Marija je posrednica milosti, dok su Crkva, vjernici i mladi pozvani biti „sol zemlje i svjetlo svijeta” (Mt 5, 13-14). Križ je kompozicijski postavljen u vrhu znaka „kako bi se simbolički prikazalo djelovanje vertikale (Boga) na horizontalu (Crkvu)”. Prevladavajuća boja u logu je plava, marijanska boja, ali i boja s grba Grada Zagreba i grba Zagrebačke nadbiskupije.

## Bjelovar, 2022.
Vrhunac Susreta hrvatske katoličke mladeži u Bjelovaru, koji se održao u subotu 17. rujna, bilo je euharistijsko slavlje koje je predslavio bjelovarsko-križevački biskup Vjekoslav Huzjak. Na misi je pjevao Zbor mladih Bjelovarsko-križevačke biskupije praćen orkestrom puhača, gudača i udaraljkaša. Apostolski nuncij u Hrvatskoj, mons. Giorgio Lingua pročitao je poruku pape Franje, koju je uputio sudionicima SHKM-a u Bjelovaru. „Ustanite i posvjedočite s radošću da Krist živi!“, poručio je, između ostaloga, Sveti Otac. Susret je održan po jakoj kiši, koja je obilno padala cijeli dan. Geslo susreta bilo je "Gore srca". U glazbenom dijelu nastupila je Božja pobjeda, a klanjanje je predvodio don Damir Stojić.

## Gospić, 2024.
Prijave sudionika i volontera otvorene su 4. siječnja 2024. putem mrežne platforme E-župe. Iako planirane do Uskrsa, 31. ožujka, produljene su do 30. travnja 2024. Za potrebe organizacije susreta ustrojen je  Odbor za organizaciju Susreta hrvatske katoličke mladeži u Gospićko-senjskoj biskupiji, na čelu s biskupom msgr. Zdenkom Križićem. Odbor je na zasjedanju u Biskupijskom ordinarijatu u Gospiću 1. veljače 2024. objavio službeno geslo („Raduj se za svoje mladosti!”; Prop 11, 9) i nadnevak održavanja susreta (4. svibnja 2024.). Odbor je objavio i službeni Priručnik s katehezama za duhovnu pripremu sudionika i skupina prije susreta. Susret je imao službene profile na Facebooku, Instagramu i Tik Toku. Na susret je putem društvenih mreža pozvao Baby Lasagna.
Autor službenoga logotipa susreta je Ivica (Ivan) Tadinac. Četiri kapi krvi u križu simbol su Isusove žrtve na križu, četiri bijele latice ljiljana simbol čistoće, četiri plave kapi simbol krštenja i sakramenata, a četiri žute latice velebitske degenije simbol Like i Gospića. U središtu logotipa spajaju se sve latice i kapi što simbolizira sam Susret, crvena i bijela boja simboliziraju hrvatsku šahovnicu, a crvena, bijela i plava su boje hrvatske zastave.
Početkom travnja 2024. objavljena je i himna susreta Raduj se za svoje mladosti, čiji je tekst i glazbu napisao Ivan Seletković, glazbeno obradio Ivan Škunca, dok je snimio Zbor mladih Gospićko-senjske biskupije uz pratnju gudača, bubnjeva, bas, akustične i električne gitare, glasovira i Hammondovih orgulja.
Tijekom pripreme susreta, na prostoru biskupije okupljen je zbor mladih te održani biskupijski susreti i križni put mladih u korizmi. Za oko 4000 sudionika susreta iz udaljenijih biskupija ili hrvatskih katoličkih misija u iseljeništvu bio je osiguran smještaj u školama, športskim dvoranama, pastoralnim centrima, župnim kućama, lovačkim domovima i u oko 2000 obitelji u Gospiću i okolici (Senju, Drežnik Gradu, Rakovici, Gračacu, Slunju i dr.). U pripremi i održavanju susreta sudjelovalo je oko 400 volontera.
Na sam dan susreta, u subotu 4. svibnja, Ogulin je u jutarnjim satima dočekao dvije tisuće mladih s duhovno-glazbenim programom i okrepom, nakon koje su se sudionici uputili u Gospić. Tijekom jutra i ranog popodneva, u Gospiću su se mladima predstavljale redovničke družbe, sjemeništa, postulature, laičke zajednice i udruge, uz duhovni i glazbeni program na Trgu Stjepana Radića. Prije svete mise na stadionu Balinovcu molila se krunica. U procesiji do oltara nošen je kip Gospe Krasnarske, zaštitnice Gospićko-senjske biskupije. Apostolski nuncij Giorgio Lingua pročitao je prije početka mise poruku pape Franje okupljenim mladima. Predvoditelj misnoga slavlja bio je splitsko-makarski nadbiskup Zdenko Križić, u suslavlju s gotovo svim hrvatskim biskupima, vojnim ordinarijem i zrenjaninskim biskupom, dok je propovijedao šibenski biskup Tomislav Rogić. Na misi su zajednički pjevali Zbor mladih Gospićko-senjske biskupije i Zbor mladih Varaždinske biskupije, uz pratnju orkestra. U misnom slavlju sudjelovalo je deset tisuća mladih i oko 350 svećenika. Misu je prenosila Hrvatska radiotelevizija. Na svršetku mise Požega i Požeška biskupija obznanjene su kao domaćini idućega SHKM-a. Uvečer su na Trgu Stjepana Radića članovi Božje pobjede predvodili molitveno-glazbeni program. Sljedeća dana, u nedjelju 5. svibnja, dubrovački biskup Roko Glasnović slavio je u katedrali Navještenja Blažene Djevice Marije u Gospiću svetu misu zajedno sa svećenicima i sudionicima SHKM-a smještenima u Gospiću. HINA, kao ni 2017. u Vukovaru, nije popratila Susret niti jednom viješću ili fotografijom na svojemu servisu FaH-u.

## Požega, 2026.
Na redovitom 70. plenarnu zasjedanju Sabora Hrvatske biskupske konferencije, održanu od 28. do 30. travnja 2025. u Zagrebu, odlučeno je da će se susret održati 2. i 3. svibnja 2026., što je povratak na dvodnevni susret nakon jednodnevnih u Bjelovaru i Gospiću. Konstituirajuća sjednica Organizacijskog odbora Susreta održana je 21. svibnja 2025. u Biskupijskom domu u Požegi. Dne 7. srpnja 2025. objavljeni su logotip susreta, rad Frana Reizla, i geslo (Iv 15,5).

## Vanjske poveznice
službene stranice susreta
- SHKM 2008. - Varaždin arhivirano 3. lipnja 2009. (Wayback Machine)
- SHKM Zadar arhivirano 19. lipnja 2012. (Wayback Machine)
- SHKM 2017. - Vukovar arhivirano 6. listopada 2016. (Wayback Machine)
- SHKM 2024. – Gospić

|  | Portal Hrvatske: pristup člancima s tematikom o Hrvatskoj |